# Internationale Cricket-Saison 1909/10
Die internationale Cricket-Saison 1909/10 fand zwischen November 1909 und März 1910 statt. Als Wintersaison wurden vorwiegend Heimspiele der Mannschaften aus Südasien, der Karibik und Ozeanien ausgetragen.

## Überblick

### Internationale Touren
| Beginn         | Heimteam  | Auswärtsteam | Resultate | Artikel |
| Beginn         | Heimteam  | Auswärtsteam | Test      | Artikel |
| -------------- | --------- | ------------ | --------- | ------- |
| 1. Januar 1910 | Südafrika | England      | 3–2 [5]   | Artikel |

## Nationale Meisterschaften
Aufgeführt sind die nationalen Meisterschaften der Full Member des ICC.
| Land       | First-Class              |
| ---------- | ------------------------ |
| Australien | Sheffield Shield 1909/10 |
| Neuseeland | Plunket Shield 1909/10   |